# BURNS SKOOL
『BURNS SKOOL』（バーンズスクール）は、「少年×ダンス×プライド」をコンセプトとしたメディアミックスプロジェクト。通称「バンスク」。
メインの少年たち7名のキャストを全員女性声優が演じている。
また、楽曲制作に株式会社一二三、MV制作にSIGNIF Inc.、コンセプトワークを草野剛デザイン事務所が務めるなど、既存の二次元コンテンツと一線を画したスタイルにて展開する。
2021年5月31日のティザー動画公開を皮切りにYouTubeにて楽曲とボイスドラマを展開、2024年12月現在　楽曲11曲、ボイスドラマ14本（本編11本、ショートドラマ3本）を公開している。
2022年2月27日に開催された「BURNS SKOOL NIGHT」にて、新規楽曲制作やコミカライズ、4コマ漫画のスタートが告知された。

## ストーリー
ストリートダンスが一大カルチャーに成長した時代。各国は「ダンス指定都市」を制定し、より優秀なダンサーの育成に励んでいた。そんなダンス指定都市の、とある寂れたダンススタジオに集まった個性豊かな7人の少年たちはB-Trangitionというダンスチームを組み、世界最大級のダンスバトルイベント「Burns FeAlive」出場を目指すこととなる。

## 登場人物
※表記は公表ネーム

### B-Transition（ビートランジション／ビートラ）
沙鳥ダンススタジオの生徒7名で結成されたダンスチーム
公野太陽（くのたいよう）
声 - 藤原夏海
誕生日：10月19日 / 年齢：12歳 / 身長：147cm /  血液型：O型 /  家族構成：父・母・兄
イメージカラーはオレンジ、SNSのアイコンはダンスシューズ
犬江草太（いぬえそうた）
声 - 石上静香
誕生日：3月25日 / 年齢：12歳 / 身長：139cm /  血液型：A型 /  家族構成：父・母・姉
イメージカラーは緑、SNSのアイコンはグンシンジャー
鬼島蓮（きじまれん）
声 - 福原綾香
誕生日：2月3日 / 年齢：12歳 / 身長：143cm /  血液型：O型 /  家族構成：祖父・祖母・犬
イメージカラーは赤、SNSのアイコンはゲームコントローラー
瀬名優一郎（せなゆういちろう）
声 - 藍原ことみ
誕生日：12月11日 / 年齢：12歳 / 身長：156cm /  血液型：B型 /  家族構成：父・母・犬
イメージカラーは青、SNSのアイコンは四つ割り菱の家紋
岩咲誉（いわさきほまれ）
声 - 大地葉
誕生日：6月29日 / 年齢：12歳 / 身長：149cm /  血液型：AB型 /  家族構成：母・妹３人
妹の名前は時雨、菫、あられ。
イメージカラーは灰色、SNSのアイコンはデフォルト
浅海星桜（あさみしおん）
声 - 小市眞琴
誕生日：9月14日 / 年齢：12歳 / 身長：145cm /  血液型：A型 /  家族構成：父・母
イメージカラーは水色、SNSのアイコンは不明
藤井エルヴィス（ふじいえるゔぃす）
声 - ファイルーズあい
誕生日：8月8日 / 年齢：12歳 / 身長：142cm /  血液型：B型 /  家族構成：父・母・弟・妹
イメージカラーは紫、SNSのアイコンは夕焼け

### ISADORA（イサドラ）
5年連続BURNS SKOOL保持者。絶対王者と呼ばれている。
TSUKIYA
声 - 田丸篤志
誕生日：11月2日 / 年齢：17歳 / 身長：168cm /  血液型：AO型 /  家族構成：父・母・弟
イメージカラーは黒、SNSのアイコンは月と太陽の紋章
KIRA
声 - 葉山翔太
誕生日：10月31日 / 年齢：17歳 / 身長：171cm /  血液型：B型 /  家族構成：父・母・兄・兄
イメージカラーは濃い緑、SNSのアイコンは不明
HOKUTO
声 - ランズベリー・アーサー
誕生日：3月3日 / 年齢：18歳 / 身長：180cm /  血液型：A型 /  家族構成：父・母・姉・妹
イメージカラーは紺、SNSのアイコンは猫

### その他のキャラクター
沙鳥充生
声 - 神尾晋一郎
誕生日：3月14日 / 年齢：39歳 / 身長：182cm /  血液型 : O型 
沙鳥ダンススタジオのオーナー。
公野秀朔
声 - 野島健児
太陽とTSUKIYAの父。
黒川社長
声 - 波多野和俊
ISADORAのパトロン。

## 用語
Burns FeAlive
年に一度行われる、U-20の世界最大級のダンスバトルイベント
BURNS SKOOL
Burns FeAlive優勝者に贈られる、ダンサーとしての最高の名誉
ダンス指定都市
各国に複数ある、強いダンサーを育てることを目的とされる都市。
日夜ダンスバトルが繰り広げられる。
沙鳥ダンススタジオ
とあるダンス指定都市にある寂れたダンススタジオ。
あまり生徒を見かけないが、路面の一階にあり意外と経営には困ってないようである。
その実態は、オーナー沙鳥の作詞や振り付けなど個人的な活動が資金源となっていた。

## スタッフ
（出典：）
- 原案 - 糸町心
- ストーリー - 山崎もえ
- キャラクターデザイン - 馬あぐり
- サウンドプロデュース- 彦田元気
- 楽曲制作 – 株式会社一二三
- 映像制作 - SIGNIF Inc.
- クリエイティブディレクション - 草野剛デザイン事務所
- プロデュース　– 企画集団GiantStep

## 楽曲
YouTubeにて全曲公開中。歌詞と歌割が公式HPにて公開されている。また、フルサイズが各種サブスクリプションにて配信、DL販売された。後に、「騒乱前夜」から「Blade of defiance」までの11曲は、2025年2月発売のBURNS SKOOL 1ST CDアルバム の『REBELS』に収録された。
「騒乱前夜」
作詞 - 真崎エリカ / 作曲・編曲 - 彦田元気 / 歌唱 - B-Transition
「TRURY」
作詞 - 真崎エリカ / 作曲・編曲 - 三代 / 歌唱 - 鬼島蓮(CV:福原綾香)、瀬名優一郎 (CV:藍原ことみ)
「BORDER」
作詞 - 結城アイラ /作曲- 古峰拓真・齋藤真也 /編曲 - 古峰拓真 / 歌唱 - 岩咲誉(CV:大地葉)、浅海星桜(CV:小市眞琴)
「The Last Empire」
作詞 - 真崎エリカ /作曲- 彦田元気・古峰拓真 / 編曲 - 古峰拓真 / 歌唱 – ISADORA
「Gradation Age」
作詞 - 真崎エリカ / 作曲・編曲 - fu_mou / 歌唱 - 公野太陽 (CV:藤原夏海)、犬江草太 (CV:石上静香)、藤井エルヴィス（CV:ファイルーズあい）
「TO-B」
作詞 - 結城アイラ / 作曲・編曲 - 渡部チェル / 歌唱 - B-Transition
「Nameless PRidE」
作詞：真崎エリカ / 作曲：fu_mou / 編曲：古峰拓真 / 歌唱 - B-Transition
「EXPOSING US」
作詞：真崎エリカ / 作曲：fu_mou / 編曲：宇佐美祐二 / 歌唱 - ISADORA
「マジックパーテーション」
作詞：真崎エリカ / 作曲：fu_mou / 編曲：D.watt (IOSYS) / 歌唱 - B-Transition
「AGE OF ARISE」
作詞：真崎エリカ / 作曲・編曲：彦田元気 / 歌唱 - B-Transition
「Blade of defiance」
作詞：真崎エリカ / 作曲・編曲：fu_mou / 歌唱 - ISADORA

## ボイスドラマ
YouTubeにて全編無料公開中。B-Trangitionを描く『B-SIDE』と、ISADORAについて描く『I-SIDE』で構成される。また、番外編としてキャラクターの日常を描く『STORY BOX Short』も展開している。2021年6月21日より順次配信（以下は配信順）。

公開中のボイスドラマのうち『STORY BOX #07』が欠番となっていたが、Twitterにて連載されている漫画が#07にあたるためボイスドラマの形態をしていない。
STORY BOX #01 B-SIDE『騒乱前夜』
STORY BOX #02 B-SIDE『TRULY』
STORY BOX #03 B-SIDE『BORDER』
STORY BOX #04 I-SIDE『The Last Empire』
STORY BOX #05 B-SIDE『Gradation Age』
STORY BOX #06 B-SIDE『TO-B』
STORY BOX Short #01 B-SIDE『after the rain』
STORY BOX Short #02 B-SIDE『岩咲家の食卓』
STORY BOX Short #03 B-SIDE 『沙鳥先生の一日』
STORY BOX #08 I-SIDE『EXPOSING US』PART.01
STORY BOX #08 I-SIDE『EXPOSING US』PART.02
STORY BOX #09 B-SIDE『マジックパーテーション』PART.01
STORY BOX #09 B-SIDE『マジックパーテーション』PART.02
STORY BOX #11 I-SIDE『Blade of defiance』

## コミック
４コマ漫画『BURNS SKOOL チルっと』（正式名称：『BURNS SKOOL chillout』）が、はりかもの作画により、公式Twitter（現・X）にて2022年6月26日から2023年7月10日にかけて毎週更新され、その後、8月8日の更新にて終了となった。全52話。
ビートラメンバーたちの前日譚となるショートストーリー『BURNS SKOOL 0 ─Nameless PRidE─』が、馬あぐりの作画により、公式Twitter（現・X）にて2023年3月6日から2024年5月20日にかけて不定期（当初は毎月更新の予定だったがならなかった）で更新された。全7話。内容は、ボイスドラマの欠番作品『STORY BOX #07』にあたる。
公野太陽とTSUKIYAにフォーカスしたコミカライズ『バーンズスクール』が、キキマドカの作画により、電子書籍「少年ハナトユメ」（白泉社）8号（2023年6月20日発売）から12号（2024年10月20日発売）にかけて連載された。全5話。

## Webラジオ
2022年6月13日に開設された公式ニコニコチャンネル『バーンズスクール放送局』にて、一周年を記念イベント『BURNS SKOOL NIGHT』のDIRECTOR’S CUT）動画とともに、Webラジオ『BURNS SKOOL 1st Anniversary Radio』が6月14日に配信された。パーソナリティーは小市眞琴（浅海星桜 役）。それを前身として、Webラジオ『バーンズスクールRADIO』が2022年7月20日より配信開始。パーソナリティーは引き続き、小市眞琴が担当。
ゲスト（バーンズスクールRADIO）
| 回                | ゲスト                                                                                              |
| ----------------- | --------------------------------------------------------------------------------------------------- |
| #１、#18、#26     | 藤原夏海（公野太陽 役）                                                                             |
| #2、#11、#17、#27 | 藍原ことみ（瀬名優一郎 役）                                                                         |
| #3、#13、#15、#28 | 福原綾香（鬼島蓮 役）                                                                               |
| #4、#9、#21、#30  | 石上静香（犬江草太 役）                                                                             |
| #5、#12、#20、#31 | 大地葉（岩咲誉 役）                                                                                 |
| #6                | ファイルーズあい（藤井エルヴィス 役）                                                               |
| #7、#22、#24、#25 | fu_mou（作曲）                                                                                      |
| #8                | 山崎もえ（ストーリー）                                                                              |
| #10               | 真崎エリカ（作詞）                                                                                  |
| #14               | 神尾晋一郎（沙鳥充生 役）                                                                           |
| #16               | 林澄一（公野太陽 担当ダンサー） 五十嵐翼（瀬名優一郎 担当ダンサー） 藤野羽洋（岩咲誉 担当ダンサー） |
| #24               | 葉山翔太（KIRA 役）                                                                                 |
| #25               | ランズベリー・アーサー（HOKUTO 役）                                                                 |
| #29               | 野中愛（クリエイティブディレクター） 井上寛（デザイナー）                                           |

## 単独イベント

### トークイベント
『BURNS SKOOL NIGHT』が、2022年2月27日にオンライン配信された。当初は有観客公演の予定だったが、新型コロナウイルス感染症の感染拡大の現状を鑑み配信となった。後日、ニコニコチャンネル『バーンズスクール放送局』でもディレクターズカット版が配信。
出演者（NIGHT）
- キャスト
  - 石上静香（犬江草太役）
  - 福原綾香（鬼島蓮役）
  - 藍原ことみ（瀬名優一郎役）
  - 大地葉 (岩咲誉 役)
  - 小市眞琴（浅海星桜役）
  - 神尾晋一郎（沙鳥充生役）
- 作曲家：三代
- 作詞家：真崎エリカ
- イラスト：馬あぐり
- クリエイティブディレクション：草野デザイン事務所

### DJイベント
『'BURNS SKOOL DJ EVENT ─ALL RISE UP─』が、2023年10月21日にor MIYASHITA PARK 3Fにて開催された。
出演者（ALL RISE UP）
- DJ
  - 神尾晋一郎
  - D.watt
  - fu_mou
  - Hylen（宇佐美祐二）
  - KO3（古峰拓真）
- VJ
  - 大城丈宗
  - ハツシユ
  - 花守ひろ

『'BURNS SKOOL DJ EVENT ─ALL RISE UP VOL.2─』が、2024年6月16日に表参道GROUNDにて開催された。
出演者（ALL RISE UP VOL.2 ）
|                                                                                       | |
| - DJ - fu_mou - Hylen（宇佐美祐二） - KO3（古峰拓真） - 三代 - VJ - 花守ひろ - 日野淳 | - キッズダンサー - 林澄一（公野太陽 担当ダンサー） - 樋口渚夏（犬江草太 担当ダンサー） - 東龍太朗（鬼島蓮 担当ダンサー） - 五十嵐翼（瀬名優一郎 担当ダンサー） - 藤野羽洋（岩咲誉 担当ダンサー） - 内村碧海（浅海星桜 担当ダンサー） - 今野朝陽（藤井エルヴィス 担当ダンサー） |

『'BURNS SKOOL DJ EVENT ALL RISE UP VOL.3 ─REBELS RELEASE PARTY─』が、2025年2月24日にor MIYASHITA PARK 3Fにて開催された。
出演者（ALL RISE UP）
- DJ
  - KO3
  - D.watt（IOSYS）
  - Hylen
  - fu_mou
  - 三代
- VJ
  - ハツシユ
  - 花守ひろ

### ライブイベント
『'BURNS SKOOL 1ST LIVE ─AGE OF ARISE─』が、2023年10月22日にGARDEN新木場FACTORYにて開催された。
出演者（AGE OF ARISE）
| | |
| - キャスト - 藤原夏海（公野太陽 役） - 石上静香（犬江草太 役） - 福原綾香（鬼島蓮 役） - 藍原ことみ（瀬名優一郎 役） - 大地葉（岩咲誉 役） - 小市眞琴（浅海星桜 役） - ファイルーズあい（藤井エルヴィス 役） | - キッズダンサー - 林澄一（公野太陽 担当ダンサー） - 樋口渚夏（犬江草太 担当ダンサー） - 東龍太朗（鬼島蓮 担当ダンサー） - 五十嵐翼（瀬名優一郎 担当ダンサー） - 藤野羽洋（岩咲誉 担当ダンサー） - 内村碧海（浅海星桜 担当ダンサー） - 今野朝陽（藤井エルヴィス 担当ダンサー） |

### ユニットメンバー
1. 1 2 3 4 5  公野太陽（藤原夏海）、犬江草太（石上静香）、鬼島蓮（福原綾香）、瀬名優一郎（藍原ことみ）、岩咲誉（大地葉）、浅海星桜（小市眞琴）、藤井エルヴィス（ファイルーズあい）
2. 1 2 3  TSUKIYA（田丸篤志）、KIRA（葉山翔太）、HOKUTO（ランズベリー・アーサー）